# روبن اورتگرن
روبن اورتگرن (انگلیسی: Ruben Örtegren; ۱۹ اکتبر ۱۸۸۱ – ۲۷ فوریهٔ ۱۹۶۵) ورزشکار ورزش تیراندازی اهل سوئد بود.
وی در مسابقات کشوری و بین‌المللی در مجموع برندهٔ ۱ مدال نقره شده‌است.